# Đorđe Jokić
Đorđe Jokić (20 de janeiro de 1981) é um futebolista profissional sérvio que atua como defensor.

## Carreira
Đorđe Jokić representou a Seleção Servo-Montenegrina de Futebol nas Olimpíadas de 2004.